# Jaime Melo

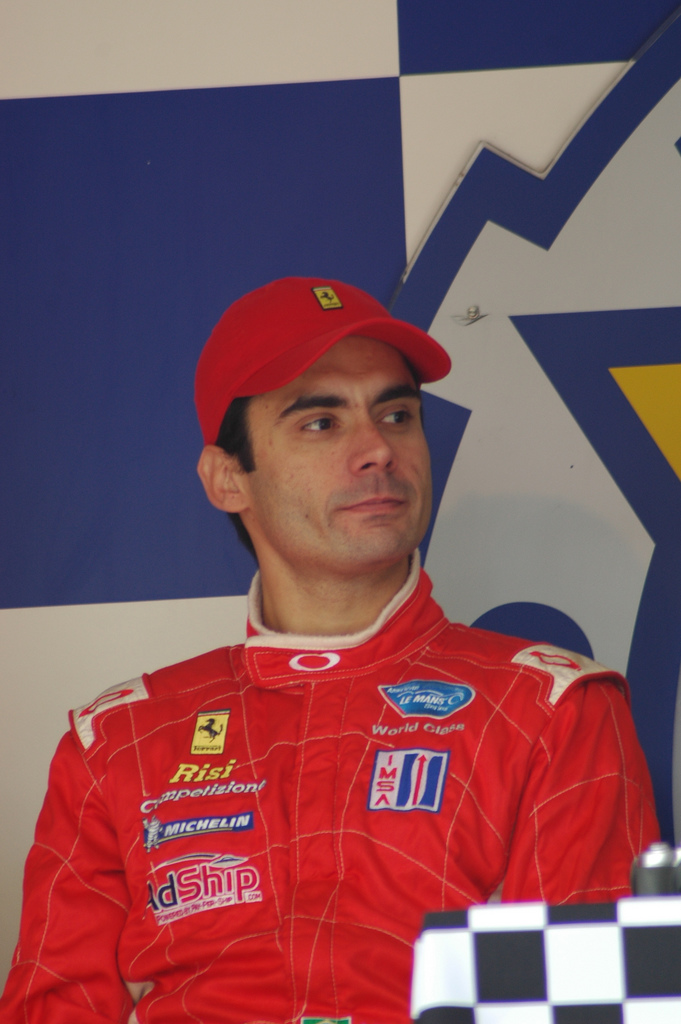
Jaime Melo 2009 beim 24-Stunden-Rennen von Le Mans

Jaime Martins de Melo (* 24. April 1980 in Cascavel) ist ein ehemaliger brasilianischer Autorennfahrer.

## Karriere
Jaime Melo begann seine Karriere in der brasilianischen Formel-Ford-Meisterschaft, wo er 1996 Gesamtzehnter des Championats wurde. 1997 folgte der Wechsel in die südamerikanische Formel-3-Meisterschaft. Diese beendete er 1998 als Vizemeister. Trotz sechs Saisonerfolgen musste er sich auch 1999 mit dem zweiten Rang in dieser Meisterschaft zufriedengeben.
2000 kam er nach Europa, um für das Petrobras Junior Team in der Formel-3000-Meisterschaft zu starten. Teamkollege in dem von Super Nova Racing logistisch geführten Team war Bruno Junqueira. Die Saison verlief enttäuschend. Während Junqueira die Gesamtwertung der Meisterschaft für sich entschied, musste sich Melo mit dem 14. Endrang zufriedengeben. 2001 wechselte er zu Durango. Erneut erreichte er nur den 14. Gesamtrang.
Mit dem Wechsel in die Auto GP stellte sich der größte Erfolg der Monopostokarriere ein. 2002 gewann er vor Romain Dumas und Jaroslav Janiš die Gesamtwertung dieser Meisterschaft. Seine letzte Rennsaison bei den Monoposti fuhr er 2003 und erreichte einen fünften Endrang in der Formula Renault V6 und einem Sechsten in der Euroseries 3000.
Ab der Saison 2004 bestritt Melo ausschließlich GT- und Sportwagenrennen. Erster großer Meisterschaftserfolg war der Gesamtsieg in der GT2-Klasse der FIA-GT-Meisterschaft 2006. Teamkollege im Ferrari F430 GTC von AF Corse war Matteo Bobbi. Im Jahr darauf sicherte er sich die Gesamtwertung dieser Rennklasse bei der American Le Mans Series. Während seiner bis 2012 dauernden Karriere bestritt er 119 Rennen, feierte einen Gesamt- und nicht weniger als 28 Klassensiege. 2008 und 2009 gewann er seine Rennklasse beim 24-Stunden-Rennen von Le Mans, 2007, 2009 und 2010 beim 12-Stunden-Rennen von Sebring. Seinen einzigen Sieg feierte er gemeinsam mit Karl Wendlinger im Ferrari 575 GTC beim 500-km-Rennen von Donington 2004.

## Statistik

### Le-Mans-Ergebnisse
| Jahr | Team              | Fahrzeug               | Teamkollege        | Teamkollege           | Platzierung             | Ausfallgrund     |
| ---- | ----------------- | ---------------------- | ------------------ | --------------------- | ----------------------- | ---------------- |
| 2004 | JMB Racing        | Ferrari 360 Modena GTC | Stéphane Daoudi    | Jean-René de Fournoux | Ausfall                 | Kraftübertragung |
| 2007 | Risi Competizione | Ferrari F430 GT        | Johnny Mowlem      | Mika Salo             | Ausfall                 | Wasserpumpe      |
| 2008 | Risi Competizione | Ferrari F430 GTC       | Gianmaria Bruni    | Mika Salo             | Rang 19 und Klassensieg |                  |
| 2009 | Risi Competizione | Ferrari F430 GTC       | Pierre Kaffer      | Mika Salo             | Rang 18 und Klassensieg |                  |
| 2010 | AF Corse          | Ferrari F430 GTC       | Pierre Kaffer      | Gianmaria Bruni       | Ausfall                 | Motorschaden     |
| 2011 | Luxury Racing     | Ferrari 458 Italia GTC | Stéphane Ortelli   | Frédéric Makowiecki   | Ausfall                 | Unfall           |
| 2012 | Luxury Racing     | Ferrari 458 Italia GTC | Dominik Farnbacher | Frédéric Makowiecki   | Rang 18                 |                  |

### Sebring-Ergebnisse
| Jahr | Team              | Fahrzeug                   | Teamkollege      | Teamkollege         | Platzierung             | Ausfallgrund |
| ---- | ----------------- | -------------------------- | ---------------- | ------------------- | ----------------------- | ------------ |
| 2006 | Risi Competizione | Ferrari F430 GT Berlinetta | Anthony Lazzaro  | Ralf Kelleners      | Rang 10                 |              |
| 2007 | Risi Competizione | Ferrari F430 GT            | Johnny Mowlem    | Mika Salo           | Rang 12 und Klassensieg |              |
| 2008 | Risi Competizione | Ferrari F430 GTC           | Gianmaria Bruni  | Mika Salo           | Ausfall                 | Unfall       |
| 2009 | Risi Competizione | Ferrari F430 GTC           | Pierre Kaffer    | Mika Salo           | Rang 7 und Klassensieg  |              |
| 2010 | Risi Competizione | Ferrari F430 GTC           | Pierre Kaffer    | Gianmaria Bruni     | Rang 6 und Klassensieg  |              |
| 2011 | Risi Competizione | Ferrari 458 Italia         | Toni Vilander    |                     | Ausfall                 | Mechanik     |
| 2012 | Luxury Racing     | Ferrari 458 Italia         | Jean Karl Vernay | Frédéric Makowiecki | Ausfall                 | Defekt       |